# 함양 벽송사 벽송당 지엄 진영
함양 벽송사 벽송당 지엄 진영(咸陽 碧松寺 壁松堂 智嚴 眞影)은 대한민국 경상남도 함양군 함양읍 추성리에 있는, 조선 중종 대의 승려인 지엄(1464∼1534)의 초상화이다.
1997년 1월 30일 경상남도의 유형문화재 제316호 벽송당 지엄 영정으로 지정되었다가, 2018년 12월 20일 현재의 명칭으로 변경되었다.

## 개요
조선 중종 대의 승려인 지엄(1464∼1534)의 초상화이다. 지엄은 조선불교의 정통 법맥을 이은 분으로 당호가 벽송이며 속성은 송씨이다.
초상화는 비단 바탕에 채색하여 그렸으며, 가로 85㎝, 세로 134㎝의 크기이다. 약간 오른쪽을 바라보고 의자에 앉아있는 전신상으로, 승복에 붉은 가사를 걸치고, 왼손에는 끝에 술을 늘어 뜨린 불자를 쥐고 있으며, 오른손은 편안하게 의자의 팔걸이에 얹었다.
광해군 9년(1617) 왕의 명에 의해 인오스님이 그렸던 다섯 대사의 초상화 중 하나로, 삼화상(경상남도유형문화재 제277호)과 비슷한 기법을 보이고 있다. 다섯 대사는 벽계정심·벽송지엄·부용염관·청허휴정·부휴·홍각등계이다.
그림에 있는 기록은 망가져 보이지 않지만, 화폭의 윗부분에 있는 휴정대사의 시는 잘 보존되어 있다.

## 참고 문헌
- 함양 벽송사 벽송당 지엄 진영 - 국가유산청 국가유산포털